# Maxey-sur-Vaise
Maxey-sur-Vaise è un comune francese di 313 abitanti situato nel dipartimento della Mosa nella regione del Grand Est.

## Società

### Evoluzione demografica
Abitanti censiti